# Hankovce (Bardejov)
Hankovce é um município da Eslováquia, situado no distrito de Bardejov, na região de Prešov. Tem 8,89 km² de área e sua população em 2018 foi estimada em 436 habitantes.

## Demografia
| Ano:        | 1994 | 2004   | 2014   | 2024   |
| ----------- | ---- | ------ | ------ | ------ |
| Broj ljudi: | 411  | 402    | 400    | 437    |
| Razlika:    |      | -2,18% | -0,49% | +9,25% |

| Ano:               | 2023 | 2024   |
| ------------------ | ---- | ------ |
| Número de pessoas: | 439  | 437    |
| Diferença:         |      | -0,45% |